# Werra
Werra este un afluent pe versantul drept al râului Weser, care se formează prin conflunța lui Fulda cu Werra la Hann. Münden în Niedersachsen, Germania. Râul traversează landurile Thüringen, Hessen și Niedersachsen.

## Afluenți
- Afluenți de stânga:
- Felda (40 km), la Dorndorf
- Ulster (56 km), la Vacha Unterbreizbach
- Wehre (36,5 km), la Meinhard-Jestädt
- Gelster (18,2 km), la Witzenhausen
- Herpf (22 km), la Walldorf
- Erlenbach (4 km), in Gerstungen

- Afluenți de dreapta:
- Schleuse (34 km), la Grimmelshausen, Kloster Veßra
- Hasel (26 km), la Obermaßfeld-Grimmenthal
- Truse (?? km), la Breitungen
- Schmalkalde (25 km), la Niederschmalkalden/Wernshausen
- Suhl (23 km), zwischen Berka und Gerstungen
- Elte (?? ca. 20 km), la Lauchröden
- Hörsel (56 km), la Hörschel
- Lauter (6 km), la Mihla
- Frieda (15 km), la Meinhard-Frieda
- Berka (?? km), la Eschwege-Albungen
- Walse (?? km), la Wahlhausen
- Grumbach (?? km), la ???

## Principalele localități traversate
- Eisfeld - Thüringen
- Veilsdorf - Thüringen
- Hildburghausen - Thüringen
- Themar - Thüringen
- Meiningen - Thüringen
- Wasungen, Thüringen
- Breitungen - Thüringen
- Bad Salzungen - Thüringen
- Vacha - Thüringen
- Philippsthal - Hessen
- Heringen - Hessen
- Berka - Thüringen
- Gerstungen - Thüringen
- Herleshausen - Hessen
- Eisenach (Cartiere Neuenhof si Hörschel) - Thüringen
- Creuzburg - Thüringen
- Mihla - Thüringen
- Treffurt - Thüringen
- Wanfried - Hessen
- Eschwege - Hessen
- Bad Sooden-Allendorf - Hessen
- Wahlhausen- Thüringen
- Lindewerra - Thüringen
- Witzenhausen - Hessen
- Blickershausen (cartier din Witzenhausen) - Hessen
- Hedemünden (cartier din Hann. Münden) - Niedersachsen
- Hann. Münden cu portul - Niedersachsen

## Galerie de imagini

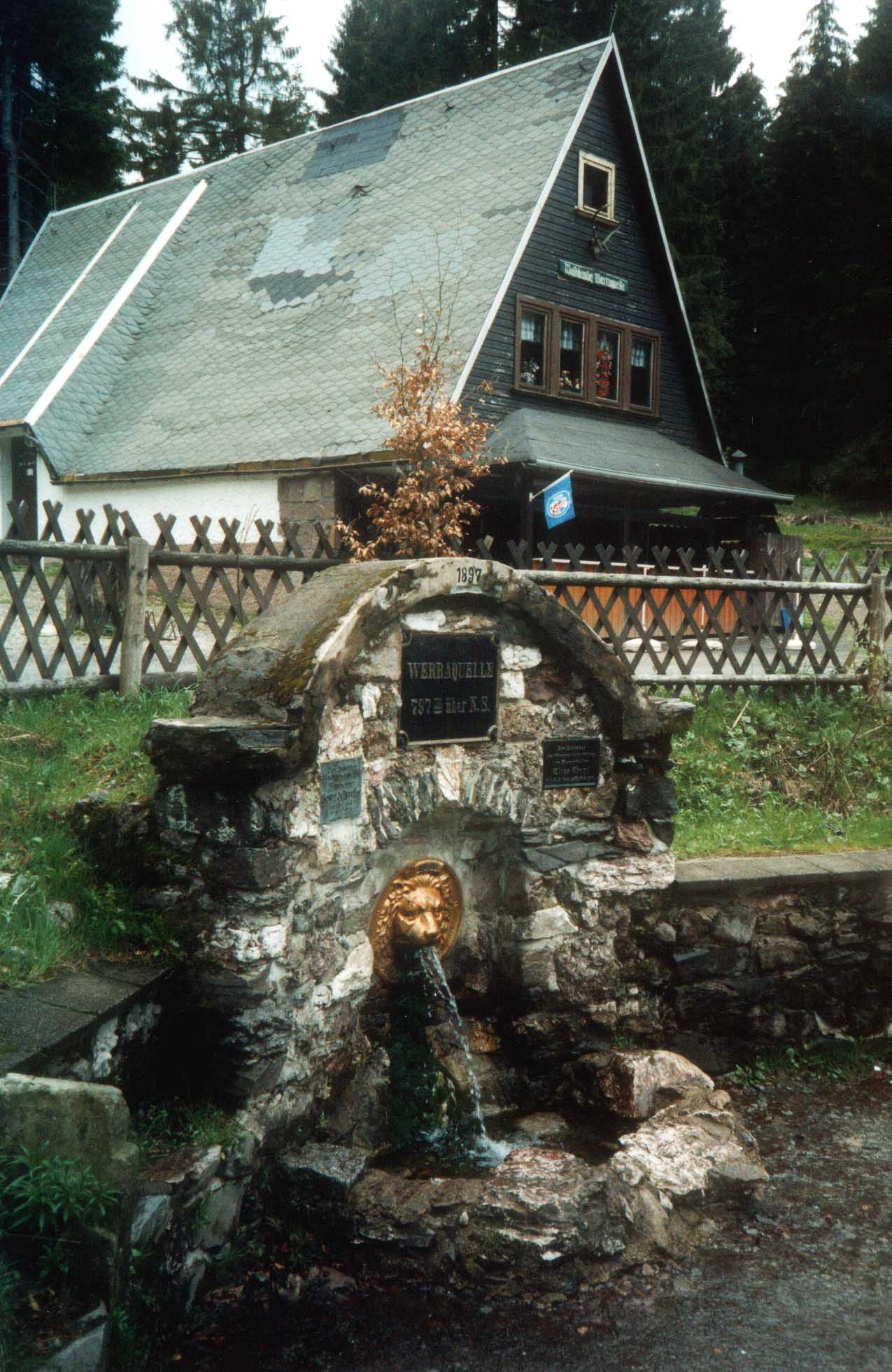
Izvor
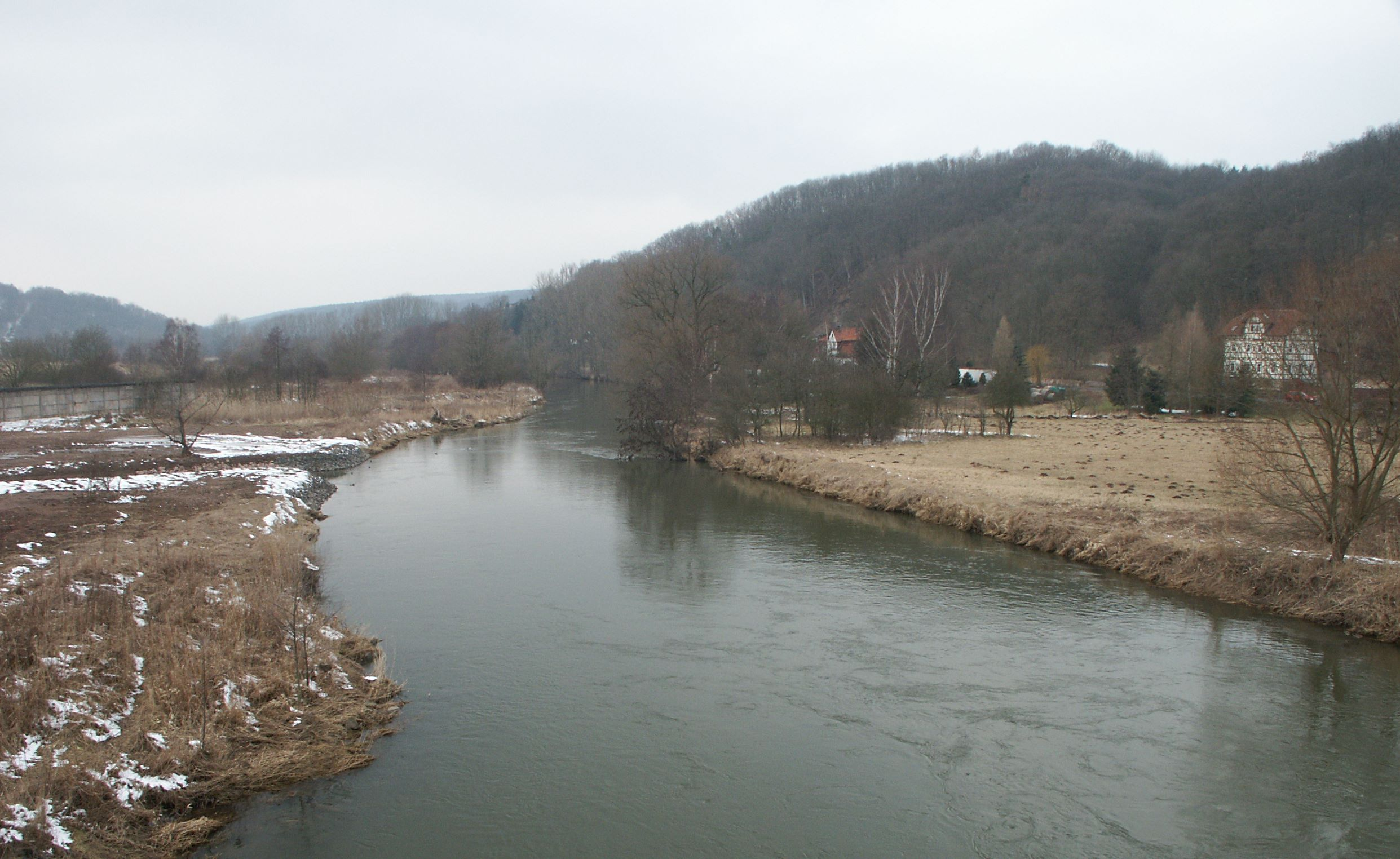
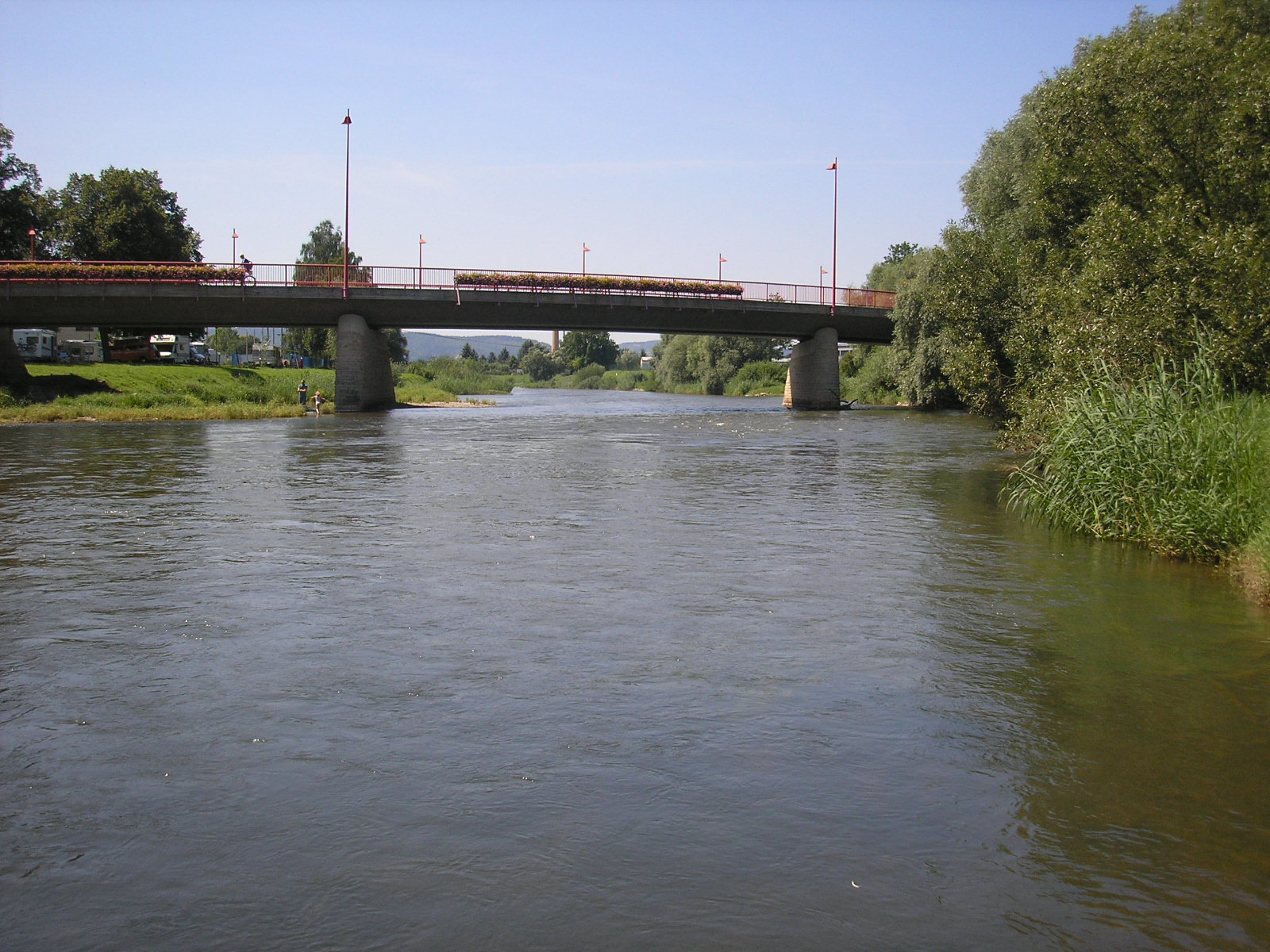
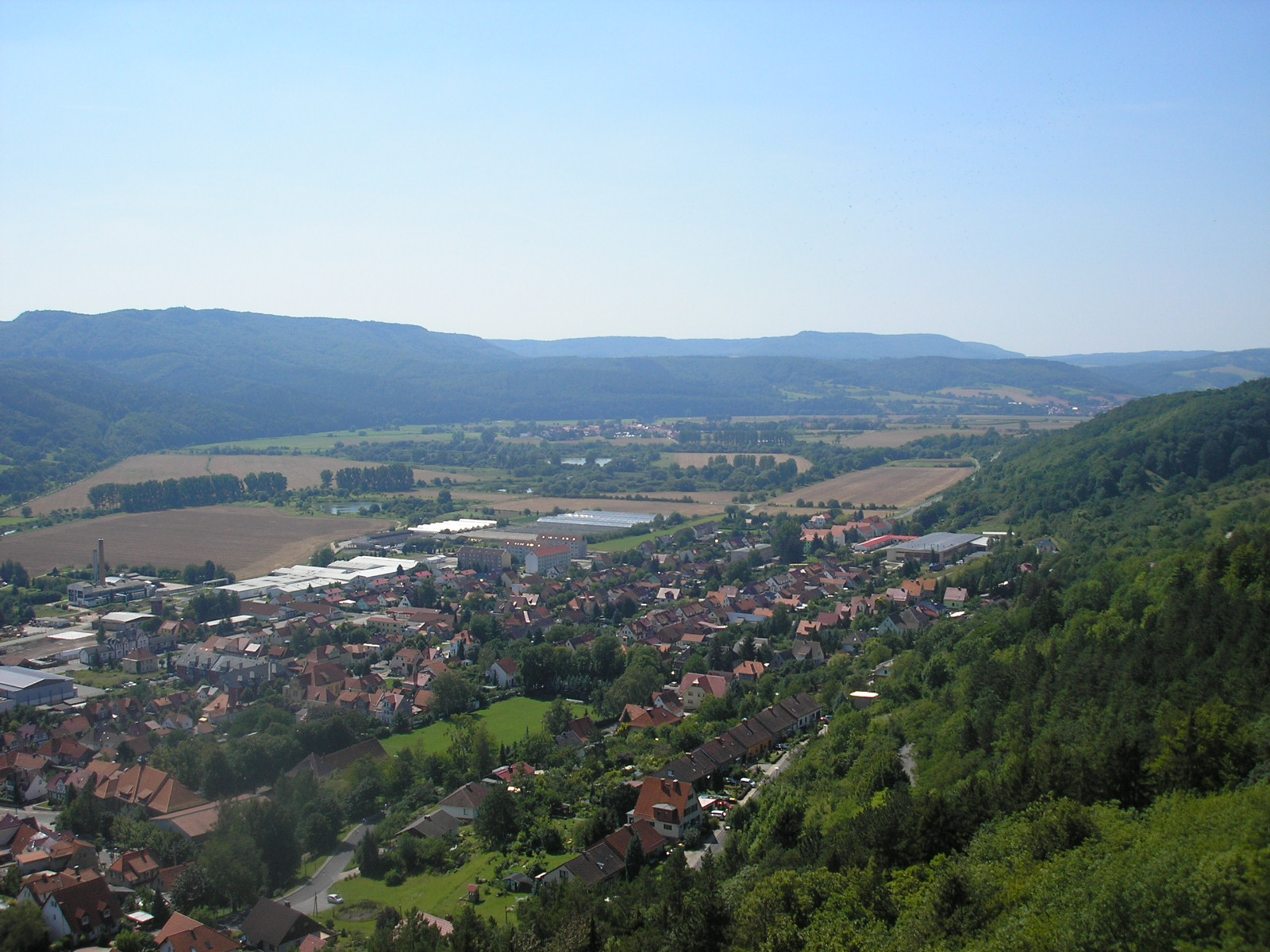
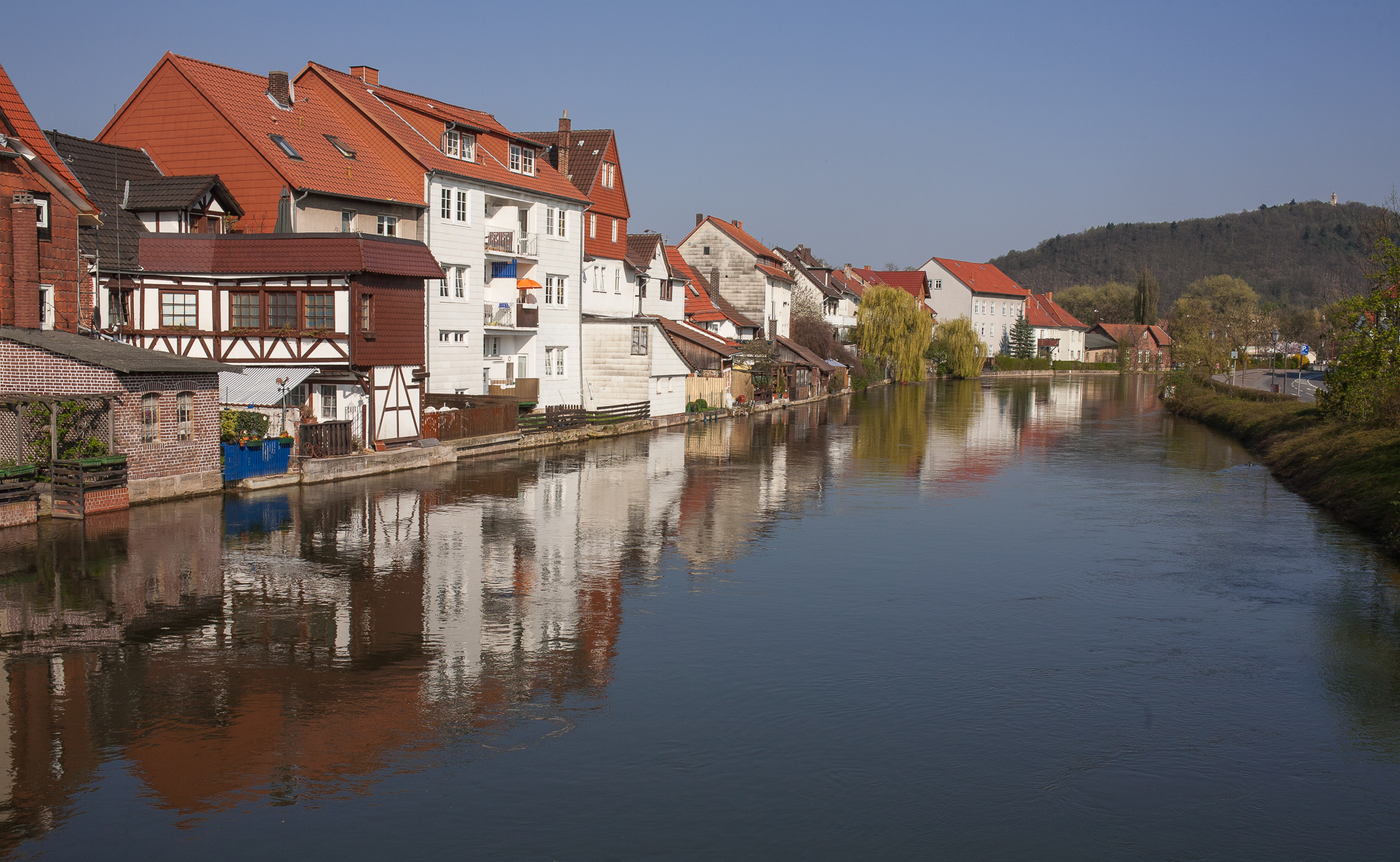
Werra în Eschwege